# Кино през 2012 година
Това е списък на събития, свързани със киното през 2012 година.

## Събития

### Церемонии по връчване на награди
- 15 януари – 69-и награди Златен глобус в Бевърли Хилс.
- 12 февруари – 65-ите награди на БАФТА в Лондон.
- 24 февруари – 37-ите награди Сезар в Париж.
- 26 февруари – 84-тите награди Оскар в Лос Анджелис.
- 25 март – 17-ите награди Емпайър в Лондон.
- 1 април – 32-рите награди Златна малинка в Санта Моника.
- 26 юли – 38-ите награди Сатурн в Бърбанк.
- 1 декември – 25-ите Европейски филмови награди в Валета.
- 16 декември – 17-ите награди Сателит в Лос Анджелис.

### Кинофестивали
- 19 – 29 януари – Сънданс 2012 в Парк Сити.
- 9 – 19 февруари – 62-ри фестивал Берлинале в Берлин.
- 9 – 18 март – София Филм Фест 2012 в София.
- 16 – 27 май – 65-и фестивал в Кан.
- 29 август – 8 септември – 69-и фестивал в Венеция.
- 6 – 16 септември – 37-и фестивал в Торонто.

## Най-касови филми
| №   | Заглавие                              | Филмово студио                            | Приходи        |
| --- | ------------------------------------- | ----------------------------------------- | -------------- |
| 1.  | „Отмъстителите“                       | Marvel Studios                            | $1 519 557 910 |
| 2.  | „007 Координати: Скайфол“             | MGM / Columbia Pictures                   | $1 108 561 013 |
| 3.  | „Черният рицар: Възраждане“           | Warner Bros. / Legendary Pictures         | $1 084 939 099 |
| 4.  | „Хобит: Неочаквано пътешествие“       | Warner Bros. / MGM / New Line Cinema      | $1 021 103 568 |
| 5.  | „Ледена епоха 4: Континентален дрейф“ | 20th Century Fox / Blue Sky Studios       | $877 244 782   |
| 6.  | „Зазоряване - част 2“                 | Summit Entertainment                      | $829 746 820   |
| 7.  | „Невероятният Спайдър-Мен“            | Columbia Pictures                         | $757 930 663   |
| 8.  | „Мадагаскар 3“                        | Paramount Pictures / DreamWorks Animation | $746 921 274   |
| 9.  | „Игрите на глада“                     | Lionsgate                                 | $694 394 724   |
| 10. | „Мъже в черно 3“                      | Columbia Pictures                         | $624 026 776   |

## Награди
| Категория           | 70-и награди Златен глобус 13 януари 2013 | 70-и награди Златен глобус 13 януари 2013 | 66-и награди на БАФТА 10 февруари 2013 | 85-и награди Оскар 24 февруари 2013     |
| Категория           | Драма                                     | Мюзикъл или комедия                       | 66-и награди на БАФТА 10 февруари 2013 | 85-и награди Оскар 24 февруари 2013     |
| ------------------- | ----------------------------------------- | ----------------------------------------- | -------------------------------------- | --------------------------------------- |
| Филм                | „Арго“                                    | „Клетниците“                              | „Арго“                                 | „Арго“                                  |
| Актьор              | Даниъл Дей-Люис „Линкълн“                 | Хю Джакман „Клетниците“                   | Даниъл Дей-Люис „Линкълн“              | Даниъл Дей-Люис „Линкълн“               |
| Актриса             | Джесика Частейн „Враг номер едно“         | Дженифър Лорънс „Наръчник на оптимиста“   | Еманюел Рива „Любов“                   | Дженифър Лорънс „Наръчник на оптимиста“ |
| Режисьор            | Бен Афлек „Арго“                          | Бен Афлек „Арго“                          | Бен Афлек „Арго“                       | Анг Лий „Животът на Пи“                 |
| Поддържащ актьор    | Кристоф Валц „Джанго без окови“           | Кристоф Валц „Джанго без окови“           | Кристоф Валц „Джанго без окови“        | Кристоф Валц „Джанго без окови“         |
| Поддържаща актриса  | Ан Хатауей „Клетниците“                   | Ан Хатауей „Клетниците“                   | Ан Хатауей „Клетниците“                | Ан Хатауей „Клетниците“                 |
| Адаптиран сценарий  | „Джанго без окови“ Куентин Тарантино      | „Джанго без окови“ Куентин Тарантино      | „Наръчник на оптимиста“ Дейвид Ръсел   | „Арго“ Крис Терио                       |
| Оригинален сценарий | „Джанго без окови“ Куентин Тарантино      | „Джанго без окови“ Куентин Тарантино      | „Джанго без окови“ Куентин Тарантино   | „Джанго без окови“ Куентин Тарантино    |
| Чуждестранен филм   | „Любов“                                   | „Любов“                                   | „Любов“                                | „Любов“                                 |
| Анимационен филм    | „Храбро сърце“                            | „Храбро сърце“                            | „Храбро сърце“                         | „Храбро сърце“                          |